# Mauretania Tingitana

Mauretania Tingitana (år 125).

Mauretania Tingitana var en romersk provins belägen i motsvarande dagens norra Marocko mellan 42 och 430-talet e.Kr.
Det utgjorde kungariket Mauretania fram till att det anslöts till Romerska riket år 42. 
Det erövrades av vandalerna på 430-talet.